# Івано-Межиріцький заказник
Івано-Межиріцький — ландшафтний заказник місцевого значення. 
Заказник розташований в Юр'ївському районі Дніпропетровської області.
Площа заказника — 66,9 га, створений у 2012 році.